# Tugu Jaya (Cigombong)
Tugu Jaya is een bestuurslaag in het regentschap Bogor van de provincie West-Java, Indonesië. Tugu Jaya telt 14.087 inwoners (volkstelling 2010).